# فوربوف
فوربوف (بالإنجليزية: Vrbové)‏ هي بلدة تقع في سلوفاكيا في Piešťany District.[بحاجة لمصدر] يقدر عدد سكانها بـ 6,309 نسمة .

## توأمة
لفوربوف اتفاقيات توأمة مع كل من:
- آلشتيت
- Vítkov [الإنجليزية]‏
- سبيشسكه بودهرايده

## أعلام
- يوزيف آداميك